# Ley Orgánica de Servicio Público
La Ley Orgánica de Servicio Público, conocida por su acrónimo LOSEP, es una ley que regula cómo funciona la administración del talento humano en el sector público en Ecuador. Se aplica sobre todas las instituciones del sector público, incluyendo todas las funciones del Estado, todos los niveles de gobierno, todas las empresas públicas y toda la banca pública.

## Historia de la creación de la Ley
El Presidente de la República propuso una reforma a la Ley de Servicio Civil y Carrera Administrativa bajo la figura de Ley Orgánica de Servicio Público el 2 de julio de 2009. 
El proyecto de ley fue aprobado como una ley totalmente nueva por la Asamblea Nacional del Ecuador el 11 de agosto de 2010 con 108 votos, 2 negativos y 9 abstenciones en el pleno y sustituir a la LOSCCA, después de que la Comisión de los Derechos de los Trabajadores y la Seguridad Social realizara un informe.
La ley de Servicio Público contiene 137 artículos, 23 disposiciones generales, 10 transitorias, 4 finales, una derogatoria, artículo final. Doce títulos distribuidos en 24 capítulos. Fue ratificada por el presidente Rafael Correa, tras ser aprobada por la asamblea en plenaria.

## Objetivo
La Ley tiene establecida como Objetivo "propender al desarrollo profesional, técnico y personal de las y los servidores públicos, para lograr el permanente mejoramiento, eficiencia, eficacia, calidad, productividad del Estado y de sus instituciones, mediante la conformación, el funcionamiento y desarrollo de un sistema de gestión del talento humano sustentado en la igualdad de derechos, oportunidades y la no discriminación.
Según la comisión, el propósito de la ley era regular «la relación de los servidores públicos con el Estado responde a la necesidad de brindar un servicio público eficiente a la ciudadana, así como a los nuevos preceptos consagrados en la Constitución, priorizando el desarrollo de la carrera enfocado hacia la dignidad, transparencia, eficacia y vocación de servicio del Estado y sus instituciones, en el ejercicio de la función pública».

## Cambios
Principales cambios establecidos por la LOSEP en la administración del talento humanos en el sector público en Ecuador:
- Unifica un solo mecanismo de selección de personal en el sector público a través de la página web Socio Empleo. Archivado el 21 de marzo de 2020 en Wayback Machine.
- Unifica las normas sobre talento humano en todas las entidades públicas.
- Completa la homologación salarial contemplada originalmente en la pasada Ley Orgánica de Servicio Civil y Carrera Administrativa (LOSCCA).
- Permite que extranjeros puedan trabajar como servidores públicos después de 5 años de ser residentes.
- Da beneficios a discapacitados y los que trabajan para discapacitados.
- Contiene beneficios para los profesores universitarios y orquestas sinfónicas.
- Establece un incentivo o bono para quienes quieran acogerse a la jubilación.
- Dispone el procedimiento para los concursos de mérito y oposición uniformes para todas entidades del Estado.
- Establece garantías para carrera pública.
- Describe la evaluación anual como mecanismo de ascenso.[1]

- La Policía y los militares fueron integrados a la Ley Orgánica de Servicio Público.
- Las Instituciones Educativas de las Fuerzas Armadas, Policía Nacional, Aviación Civil y Comisión de Tránsito del Guayas, fueron asignadas a la rectoría del Ministerio de Educación y sus servidores administrativos adscritos al sistema educativo público ecuatoriano.
- La ley mantuvo el derecho de militares, policías y demás uniformados sujetos al Código Orgánico de Entidades de Seguridad Pública (COESCOP) que tienen a recibir condecoraciones, reconocimientos, con jornadas y horarios especiales.[1]

## Consecuencias

### Crisis política en Ecuador de 2010
El proyecto de Ley aprobado por la Asamblea Nacional no incluía temas polémicos como la capacidad del sector público de aplicar sobre sus servidores públicos una figura de compra de renuncias. 
El veto parcial de 3 de septiembre de 2010 permitía la compra de renuncias mediante su "disposición transitoria décima", pero generó un episodio de inestabilidad política conocido como 30-S. La noche del 29 de septiembre de 2010, la Asamblea Nacional había votado por rechazar la compra de renuncias que el veto presidencial incluía en la LOSEP con 95 votos.

### Compra de renuncias
Mediante Decreto Ejecutivo n.º 813, publicado en el Suplemento del Registro Oficial n.º 489 de 12 de julio de 2011, se reformó el Reglamento General a la LOSEP, introduciendo la compra de renuncias obligatoria mediante un artículo innumerado a continuación del artículo 108 del Reglamento. Este mecanismo indemniza con hasta 5 salarios básicos del trabajador en general del año 2015, por cada año que el funcionario ha trabajado en el Estado, hasta cierto límite. A manera de ejemplo, un funcionario con 20 años de desempeño en el sector público, vende su renuncia a $39.600 al año 2011.

#### Desvinculaciones previas al mecanismo de compra de renuncias
La Unión General de Trabajadores Ecuatorianos, UGTE, estima que desde la aprobación de la LOSEP hasta antes de la firma del Decreto Ejecutivo n.º 813, se había desvinculado a 50.000 trabajadores, a través de mecanismos como: jubilación obligatoria, incentivos a la jubilación y despidos intempestivos.

#### Primera oleada de compra de renuncias bajo el régimen de Rafael Correa
Desde el 28 de octubre de 2011, se desvinculó 2.700 funcionarios públicos de varias instituciones como: Ministerio del Interior, de Transporte y Obras Públicas, de Agricultura, de Recursos Naturales no Renovables, Agencia de Regulación y Control de Hidrocarburos, Consejo Nacional de Aviación Civil, Ministerio de Justicia, Ministerio de Trabajo, Ministerio de Desarrollo Urbano y Vivienda, Dirección General de Aviación Civil, Banco Nacional de Fomento, Banco Central del Ecuador Hospitales del Ministerio de Salud Pública y centros de rehabilitación social. El operativo se realizó por parte de funcionarios del Ministerio de Trabajo, acompañados de la fuerza pública. En los hospitales de Guayaquil entregaron notificaciones con apoyo del Grupo de Operaciones Especiales de la Policía Nacional.
El Ministro de Salud Pública, David Chiriboga Allnut, declaró que en ese Ministerio se desvinculó a 1.300 personas, de las cuales 90 eran enfermeras y 100 eran médicos.
Otras mil personas fueron desvinculadas bajo la figura de jubilación obligatoria. Tres asambleístas que presentaron un pedido de cambio de orden del día para abordar esta ola de desvinculaciones cifraban en 4.645 los servidores públicos cesados, lo que podría incluir a los casos de jubilación obligatoria.
En diciembre de 2011, se desvinculó otros 1.670 funcionarios, para totalizar 4.370 desvinculados durante 2011. 800 personas fueron desvinculadas por jubilación obligatoria, al superar el límite de 70 años establecido en la LOSEP. Esta operación tuvo un presupuesto de $140 millones, entre compra de renuncias y jubilaciones obligatorias.

##### Impacto geográfico de la primera oleada
La compra de renuncias impacta en una disminución de la atención en ejercicio de derechos, como en hospitales públicos. 50 funcionarios del Ministerio de Salud en Esmeraldas, entre médicos y personal técnico. La primera oleada de compra de renuncias bajo la LOSEP generó falta de atención hasta el reemplazo de los funcionarios desvinculados, especialmente en ciudades como Guayaquil, Portoviejo, Esmeraldas y Ambato. 9.000 profesionales de la salud fueron contratados provisionalmente hasta que se abran las partidas para concursos de mérito y oposición en octubre de 2011.
En Tungurahua fueron desvinculadas 35 personas de varias entidades.
En Esmeraldas fueron desvinculadas 11 personas del Ministerio de Salud Pública, así como otras del Ministerio de Agricultura y de centros de rehabilitación social.
En Loja, la primera oleada impactó en 112 funcionarios de la Gobernación de Loja y 13 de las oficinas del Ministerio de Transporte correspondiente a esa provincia.

#### Segunda oleada de compra de renuncias bajo el régimen de Rafael Correa
En enero de 2012, se desvinculó a 2.930 servidores públicos mediante compra de renuncias. En febrero de 2012, se desvinculó a 2.700 servidores públicos de varias instituciones.

#### Primera oleada de compra de renuncias bajo el régimen de Lenín Moreno
En noviembre de 2017, se anunció una oleada de desvinculaciones. En diciembre de 2018, el secretario de la Presidencia, Juan Sebastián Roldán, afirmó que la oleada de despidos se había terminado.

#### Segunda oleada de compra de renuncias bajo el régimen de Lenín Moreno
Durante 2019, se realizó una segunda oleada de desvinculaciones durante la administracioń 2017-2021. La Organización Sindical Única Nacional de Trabajadores del Ministerio de Salud Pública (Osuntramsa) estima entre 2.500 y 3.000 los salubristas despedidos durante 2019, y un total de 10 000 personas desvinculadas en todo el sector público.
Al inicio de marzo de 2019, cerca de 300 trabajadores del Servicio Nacional de Erradicación de la Malaria (SNEM), parte del Ministerio de Salud Pública, fueron despedidos.
En julio de 2019 el Ministerio de Salud Pública emitió el Acuerdo Ministerial 195 que regula las desvinculaciones y dispuso la salida de quienes voluntariamente decidan salir, así como quienes en las evaluaciones obtengan puntaje bajo.
En 2019 fue el primer año en que la masa salarial en el Presupuesto General del Estado se redujo, de $9.459,5 millones en el Presupuesto de 2018, bajó a $9.385,3 millones para 2019.

#### Tercera oleada de compra de renuncias bajo el régimen de Lenín Moreno
El 21 de marzo de 2021, el Banco Central del Ecuador desclasificó que ha aplicado la compra de renuncias de manera obligatoria (compra de renuncia obligatoria) a 21 de sus funcionarios durante la pandemia.

#### Recepción política
En octubre de 2011, cuando ocurrió la primera oleada de compra de renuncias, el Gobierno presentó una cadena nacional donde justificaba la compra de renuncias en la necesidad de modernizar el sector público, pero no presentó el Decreto Ejecutivo 813. La Ministra de Política Doris Soliz alegó que en algunos casos, las desvinculaciones se relacionaban con actos de corrupción.
El 1 de noviembre de 2011, médicos y más personal desvinculado del Ministerio de Salud Pública en Guayaquil realizaron un plantón.
El 1 de noviembre de 2011, la Comisión de los Derechos de los Trabajadores y la Seguridad Social aprobó una resolución en rechazo a la aplicación de la compra de renuncias, en una sesión con incidentes políticos.
En noviembre de 2011, la oposición acusó a la medida de política y un mecanismo para reemplazar a funcionarios públicos antiguos por adeptos al régimen vigente. La Secretaría de Comunicación desmintió los reemplazos políticos y alegó que se buscarían reemplazos mediante concurso de méritos y oposición. En realidad, entre los desvinculados había también adeptos al gobierno.
La Federación de Trabajadores Libres del Ecuador, FETRALPI, realizó protestas en noviembre de 2011, lo que provocó la disposición del Gobierno a revisar puntualmente las desvinculaciones. Los trabajadores reclamaban subjetividad en la aplicación de esta medida, que afectó a personas que tenían perfil sindical, personas que expresaron su oposición a esta medida en público y a personas que tenían evaluación positiva.
En noviembre de 2011, la Comisión de los Derechos de los Trabajadores y de la Seguridad Social de la Asamblea Nacional de Ecuador convocó a los Ministros relacionados con la aplicación del Decreto 813, pero no asistieron dos veces. La primera ocasión, el 5 de noviembre de 2011, fueron advertidos con un juicio político. La segunda ocasión, 16 de noviembre de 2011, la asambleísta Lourdes Tibán generó incidentes.
El 15 de noviembre de 2011, en un evento público realizado en el Coliseo Abel Jiménez Parra de Guayaquil, el presidente Rafael Correa firmó un acuerdo ético y político con la Confederación de Trabajadores del Sector Público (Cntspe), donde justificó la aplicación del Decreto 813 a razón de que sea una medida dolorosa pero necesaria para modernizar el sector público.
En el Enlace ciudadano posterior al evento del 15 de noviembre, Rafael Correa fustigó al médico Milton Jijón, quien fue desvinculado del Hospital Baca Ortiz, rostro representativo de las protestas contra la compra de renuncias, y justificó la medida de compra de renuncias por haber casos de corrupción, pero ante la imposibilidad de poder demostrarlos, se opta por la compra de renuncia. Proyectó un vídeo con un ejemplo, de una transferencia de un millón de dólares de un funcionario del Ministerio de Salud Pública. La Relatora de la Comisión Interamericana de Derechos Humanos para la Libertad de Expersión, Carolina Botero, emitió un comunicado alertando que la honra de los servidores públicos queda en entredicho cuando se los destituye sin pruebas.
El 22 de noviembre de 2011, explotó una bomba panfletaria en las calles Luque y Baquerizo Moreno, en Guayaquil, cuyo panfleto rechazaba la compra de renuncias. La Fiscalía abrió una investigación.

##### Juicio político al ministro Richard Espinosa
En noviembre de 2011, el Asambleísta por MPD, Jorge Escala, anunció un juicio político contra el ministro de Trabajo Richard Espinosa por el Decreto 813 y su aplicación.
En mayo de 2012, el Consejo Administrativo de la Legislatura admitió a trámite un juicio político contra la misma autoridad planteado por la asambleísta por Loja Nívea Vélez.

#### Garantías jurisdiccionales contra la compra de renuncias

##### Acción de protección
En noviembre de 2011, médicos de Guayaquil presentaron acciones de protección. Diez médicos del Hospital Abel Gilbert presentaron acción de protección contra Fernando Martínez Florencia, director de dicho Hospital.
Este Decreto Ejecutivo fue objeto de varias demandas de inconstitucionalidad, las cuales se presentaron durante noviembre de 2011:

##### Caso 42 de inconstitucionalidad
La demanda de inconstitucionalidad n.º 0042-11-IN de 20 de julio de 2011 fue planteada por Dr. Luis Sarrade. Argumenta que incumple con los artículos de la Constitución: 11.3 y 11.4 (principios de igualdad de derechos), 33 (derecho al trabajo), 34 (derecho a la seguridad social), 75 (tutela judicial efectiva, imparcial y expedita) y 76 (derechos de protección del debido proceso). No solicita suspender la vigencia de la norma.

##### Caso 43 de inconstitucionalidad
La demanda de inconstitucionalidad n.º 0043-11-IN de 20 de julio de 2011 fue planteada por Luis Villacís, Jorge Escala, Línder Altafuya, Ramiro Terán y Ángel Orna. Pide suspensión de la norma. Argumentan que el Decreto 813 contradice las normas constitucionales: artículo 33 (derecho al trabajo), art. 66.2 y .5 (derecho a la vida digna y al libre desarrollo de la personalidad), art. 325 (derecho al trabajo), art. 326 (principios del derecho al trabajo), art. 424 (supremacía de la Constitución) y art. 425 (orden jerárquico de las normas).

##### Caso 45 de inconstitucionalidad
La demanda de inconstitucionalidad n.º 0045-11-IN de 5 de agosto de 2011 fue planteada por Miguel Ángel García Falconí y otros, basado en el argumento de que incumple el artículo 33 (derecho al trabajo), artículo 66.2 (derecho al trabajo), artículo 325 (garantía del trabajo) y artículo 326.2 (irrenunciabilidad de derechos) así como artículo 424 de la Constitución (jerarquía normativa).
Solicitó como medida cautelar la suspensión provisional del Decreto 813, lo que no fue aceptado.

##### Acumulación de causas de inconstitucionalidad
Los tres procesos fueron acumulados por identidad de causa.
En noviembre de 2011, la Corte Constitucional de Ecuador anunció que iba a tramitar estas demandas, pero el presidente de la Corte, Patricio Pazmiño, cambió o suspendió el orden del día dos veces. La audiencia de acción de inconstitucionalidad se realizó el 15 de diciembre de 2011. 
El 11 de diciembre de 2012 se asignó esta causa acumulada a la jueza Ruth Seni Pinoargote. 
En abril de 2013, la Corte Constitucional falló que las demandas no son de constitucionalidad, sino de legalidad, por lo que se deben demandar ante el Tribunal Contencioso Administrativo. 
La sentencia n.º 003-13-SIN-CC de 4 de abril de 2013 abordó el caso planteando los siguientes problemas jurídicos:
- ¿La acción pública de inconstitucionalidad es la vía adecuada para resolver una presunta antinomia entre decreto y ley?
- ¿Puede el procurador general del Estado absolver consultas sobre temas que estén siendo objeto de acción o recurso constitucional?

La sentencia inadmite las demandas y declara inconstitucional de manera reductora una parte del artículo 13 de la Ley Orgánica de la Procuraduría General del Estado.

### Caso 0026-18-IN de Inconstitucionalidad
El 8 de junio de 2018, la Asociación de Servidores Públicos despedidos, ASDEP, presentó una nueva demanda de inconstitucionalidad, que aún está pendiente de ser resuelta.